# Nationalgarde (Russland)

Verbandsabzeichen

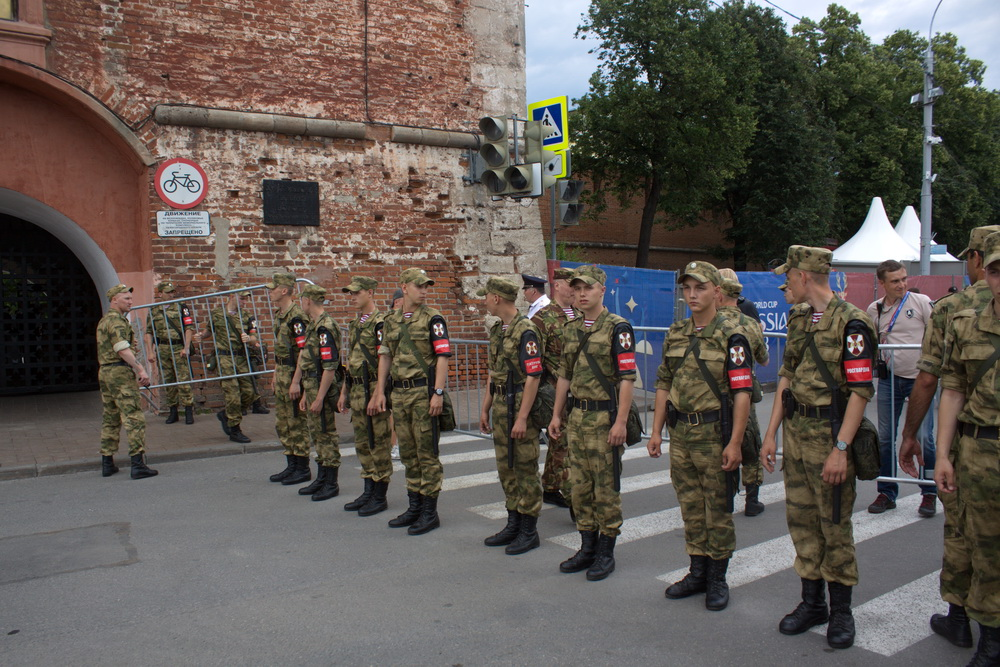
Soldaten der Nationalgarde in der Absperrung der Fußball-Weltmeisterschaft 2018. Minin-und-Poscharski-Platz, Nischni Nowgorod

Die Nationalgarde (russisch Росгвардия, Umschrift: Rosgwardija, offiziell Федера́льная слу́жба войск национа́льной гва́рдии Росси́йской Федера́ции (Росгвaрдия), Föderaler Dienst der Einheiten der Nationalgarde der Russischen Föderation) von Russland ist eine Gendarmerie, die im Jahr 2016 als Nachfolger der Inneren Truppen des Innenministeriums (russ.: Внутренние войска Министерства внутренних дел) gegründet wurde. Befehligt wird die Nationalgarde seit ihrer Gründung von dem Armeegeneral Wiktor Solotow (* 1954). Sie gilt als eines der wichtigsten innenpolitischen Machtinstrumente des russischen Präsidenten Putin, dem sie unmittelbar unterstellt ist.
Das Aufgabengebiet der Nationalgarde reicht vom Schutz der öffentlichen Ordnung, Kriminalitätsbekämpfung über die Bekämpfung von Extremismus und Terrorismus bis zur Beteiligung an Territorialverteidigung und dem Grenzschutz. Sie bewacht außerdem kritische staatliche Infrastrukturen. Einheiten der Nationalgarde werden seit Invasionsbeginn 2022 in der Ukraine eingesetzt.

## Geschichte und politische Funktion
Mit der Gründung der Nationalgarde entstand am 3. Juli 2016 in Russland ein neues föderales Sicherheitsorgan. Die „Inneren Truppen“ und die Spezialkräfte der Polizei wurden damit dem Innenministerium entzogen und direkt dem Präsidenten unterstellt. In die Nationalgarde wurden auch die ehemaligen Innenministeriums-Spezialkräfte OMON und SOBR eingegliedert. Ihre Gründung ist verbunden mit der Sorge des russischen Präsidenten Putin vor sogenannten Farbrevolutionen, die seine Macht bedrohen könnten. Um die Gefahr eines Staatsstreiches zu minimieren, achtet Wladimir Putin dazu auf das Vorhandensein konkurrierender Organisationen, zu denen auch die Nationalgarde zählt. Die Garde fungiert insofern auch als persönliches Instrument des Präsidenten, um die Eliten zu disziplinieren. Denn im Zuge der Wirtschaftskrise schrumpfte Putins Möglichkeit, ökonomische Ressourcen sowie politische Ämter an ihm loyale Eliten zu verteilen. Seit 2012 schränkte er seinen politischen Manövrierraum selbst ein, indem er reformorientierte Technokraten schwächte und die aus den Militär- und Sicherheitskreisen stammenden „Silowiki“ stärkte. Die Nationalgarde ist ihm direkt unterstellt und wird von Wiktor Solotow, einem seiner engsten Vertrauten, geleitet. Auch Solotow stammt aus dem ehemaligen KGB. Hinter der Restrukturierung von Russlands inneren Sicherheitsorganen stand nach einer Einschätzung von Margarete Klein (SWP) offenbar Wladimir Putins Sorge um die Stabilität des von ihm geschaffenen politischen Systems. Die Neuaufstellung fiel in die Zeit einer anhaltenden Wirtschaftskrise und wichtiger Wahlen. Dabei solle nach Einschätzungen Kleins die Nationalgarde nicht nur als Repressionsinstrument gegen mögliche Massenproteste dienen, sondern auch als Disziplinierungsmittel gegen potentiell illoyale Elitengruppierungen im Land. Im Machtkampf zwischen Ramsan Kadyrow und dem Inlandsgeheimdienst FSB, der gegen ihn ermittelte, ermöglichte die Inkorporierung der Kadyrowzy in die Nationalgarde es, dem FSB zu verdeutlichen, dass Kadyrow unter dem Schutz Putins steht.

## Aufgaben, Kompetenzen und Ausrüstung
Die Vollmachten der Nationalgarde reichen von polizeilichen Personenkontrollen, Hausdurchsuchungen und Ingewahrsamnahme bis hin zu robusten militärischen Zwangsmaßnahmen, Terrorismusbekämpfung und territorialer Verteidigung. Zur Gefahrenabwehr darf mittels Schusswaffen ohne Vorwarnung in Menschenmengen gefeuert werden. Bei der Bekämpfung von Extremismus und Terrorismus oder bei Geiselnahmen ist es der Nationalgarde erlaubt, Militär- und Spezialtechnik einzusetzen. Ihr Aufgabenspektrum ist nicht abschließend geregelt, sie erscheint als eine allgemeine Reservekraft für unterschiedlichste Fälle.
Die Nationalgarde verfügt über zahlreiche Fahr- und Flugzeuge und Hubschrauber, dazu über ein breites Arsenal an Waffen – von nichttödlichen Mitteln, etwa Akustik-Waffen, über Maschinengewehre bis hin zu Schützenpanzern, Artilleriegeschützen und Raketenwerfern. Die Bewaffnung übernahm sie von den Truppen des Inneren, aus denen sie entstanden ist, diese verfügten nach 2017 in einem Periodikum des österreichischen Innenministeriums veröffentlichten Informationen über 1600 Schützenpanzer der Typen BMP-1 und BMP-2, verschiedene Varianten der Schützenpanzerwagen BTR-70 und BTR-80 sowie neue BTR-82S, das Mehrzweck-Infanteriefahrzeug GAZ-2975 Tigr, mehrere Ausführungen von Lkw der Hersteller Ural und KamAZ, sogenannte „Kampf- und Aufklärungsfahrzeuge“ (BRDM), Artilleriegeschütze der Typen D-30 und PM-38 (insgesamt 35 Stück), 29 Transportflugzeuge – neun Iljuschin Il-76, sechs Antonow An-72, zwei An-12 und 12 An-26 – sowie 70 Hubschrauber (vermutlich in erster Linie Mil Mi-8 und Mi-26; manche Quellen nennen zusätzlich noch Mi-24).
Die Nationalgarde beaufsichtigt private Wach- und Schutzdienste, daneben wurde ihr jene Einheit (Ochrana) des Innenministeriums übertragen, die für den sogenannten „außerbehördlichen Schutz“ zuständig ist, womit staatlicher Schutz, den Privatpersonen für sich oder für Liegenschaften gegen Bezahlung anfordern können, gemeint ist. Diese Einheit erschließt der Nationalgarde lukrative Einkunftsmöglichkeiten.

## Kräfte, Organisation und Einsätze
Die Nationalgarde ist in der gesamten Russischen Föderation aktiv und rückte im Jahr 2022 in die von Russland besetzten Gebiete der Ukraine nach. Rosgwardija-Einheiten sind in ihren Fähigkeiten in der Regel mit Militärpolizei-Einheiten vergleichbar und in sieben Territorialkommandos unterteilt. Ihr Rückgrat bilden die „Inneren Truppen“ als paramilitärische Einheit mit einer Stärke von 170 000 bis 180 000 Personen. In der Garde dienen auch Wehrpflichtige, diese werden vornehmlich in Wacheinheiten eingesetzt.
Hinzu kommen die ebenfalls mit schweren Waffen ausgestatteten Spezialkräfte, darunter die für die Auflösung von Protesten zuständigen OMON-Kräfte mit ca. 30 000 Personen und die für Terrorismusbekämpfung ausgebildeten OMSN/SOBR-Einheiten mit 4000 bis 5000 Personen. Aus der Ukraine geflüchtete Berkut-Mitglieder gelangten ebenfalls in die Einheit und wurden im Einsatz gegen Nawalny-Demonstrationen gesehen. Neben eher polizeilich orientierten Einheiten, wie den genannten OMON/SOBR-Einheiten, verfügt die Garde auch über militärische Einheiten, die befähigt sind, gegen bewaffnete Gruppen vorzugehen, wie die Brigade OBrON und Spezialeinheiten (OSpN). In gemeinsamen Manövern mit den Streitkräften wurden Einheiten der Nationalgarde analog Motorisierten Schützen eingesetzt.
Basis der neugegründeten Nationalgarde waren 2016 140 000 Mann der Inneren Truppen sowie 40 000 OMON-Mitglieder und 12 000 SOBR-Angehörige.
Ebenfalls der Nationalgarde angegliedert sind Verwaltungs- und Schulungseinrichtungen sowie das föderale Staatsunternehmen Ochrana, welches Wach- und Schutzdienste für Privatpersonen und Unternehmen anbietet. Auch Kosakeneinheiten wurden in die Nationalgarde integriert.
Tschetschenische Einheiten unter dem Befehl Ramsan Kadyrows sind offiziell Teil der Nationalgarde, genießen aber eine hohe Selbständigkeit. Sie zählen zu den Einheiten mit der modernsten Ausrüstung, verfügen aber nicht über schwere Waffen wie Artillerie, Kampfpanzer oder Luftabwehrsysteme.
Nach dem CIA World Factbook verfügt die Nationalgarde über schätzungsweise 350 000 Angehörige aufwärts, der Kommandeur der Garde Solotow spricht von über 340 000 Angehörigen, allerdings unter Einbeziehung zivilen Personals. Sie verfügt über vier Militärakademien, die jährlich etwa 1000 Offiziersanwärter als Leutnante verlassen. Das Center for European Policy Analysis (CEPA) schätzte 2022 aus dieser Anzahl, dass die Nationalgarde lediglich über Einheiten von etwa 60 000–70 000 Soldaten verfügt, die sie theoretisch in die Ukraine schicken könnte.
Angehörige der Garde waren in Syrien, der Krim und in Belarus tätig.

## Russischer Überfall auf die Ukraine 2022
Seit dem 24. Februar 2022 ist die Nationalgarde bei der russischen Invasion in der Ukraine im Einsatz. Im März wurden 12 Angehörige der Nationalgarde und im Mai 2022 115 entlassen, weil sie nicht in die Ukraine wollten. Ende August 2022 waren die Namen von 245 getöteten Angehörigen der verschiedenen Einheiten bekannt. Gemäß einem Denkmal auf dem Gelände der 25. Spezialeinheit aus Kasan hat diese Einheit während des bis dahin sechsmonatigen Krieges in der Ukraine mit zehn seiner Angehörigen so viele Angehörige verloren wie während der 10 Jahre des bewaffneten Konflikts in Tschetschenien.
Aufgrund des Mangels des russischen Militärs an Infanterie werden Einheiten der Rosgwardia als leichte Infanterie eingesetzt, obwohl sie dafür bei Invasionsbeginn nur begrenzt ausgerüstet und geeignet waren.
Die tschetschenischen Einheiten der Garde werden gleichfalls im Krieg in der Ukraine eingesetzt und nahmen Teil an der Eroberung Mariupols wie auch dem Massaker von Butscha. Sie verzeichneten schwere Verluste.
Ursprüngliche Planungen hatten es anders vorgesehen. Nach der erwarteten Eroberung sollten FSB-Offiziere der für die Ukraine zuständigen fünften Direktion des FSB in speziell zusammengestellten Einheiten ihnen vorbestimmte Regionen übernehmen und gemeinsam mit den ihnen zugewiesenen Abordnungen der Garde die russische Herrschaft implementieren. Vorgesehen war die Verhaftung bzw. Eliminierung hochrangiger Ukrainer und die Übernahme der Institutionen des ukrainischen Staates. Insbesondere die Kadyrowzy sollten potentielle Widerständler und Unterstützer des Maidans jagen und ausschalten, vorgesehen war dazu die Verbringung in Filtrationslager. Orientieren wollte man sich an den Erfahrungen des zweiten Tschetschenienkrieges. Aufgrund des erbitterten ukrainischen Widerstandes konnte dieses Vorgehen nur in besetzten Gebieten umgesetzt werden.
Seit dem 16. Dezember 2022 unterliegt die Nationalgarde den Sanktionen durch die Europäische Union.
Im Gefolge des gescheiterten Putsches Jewgeni Prigoschins und seiner Gruppe Wagner wurde bekannt, dass die Nationalgarde zukünftig mit Kampfpanzern ausgerüstet werden soll. Offenbar hatten Einheiten der Nationalgarde keine wirksamen Maßnahmen gegen die vorrückenden Einheiten Prigoschins ergriffen, der Kommandeur der Garde, Wiktor Solotow, hatte daraufhin schwere Waffen gefordert. Im Februar 2024 berichtete der britische Militärnachrichtendienst, dass drei Kampfeinheiten der Gruppe Wagner in die russische Nationalgarde eingegliedert wurden. Zuvor hatte die Nationalgarde durch ein Dekret des russischen Staatspräsidenten die Freigabe erhalten, Freiwilligeneinheiten aufzustellen.